# 入金伝票
入金伝票（にゅうきんでんぴょう）とは、会社・商店などの事業者が、商品や製品を販売したり、サービスを提供したりすることによって現金が入ったときに作成する伝票の一つ。
入金伝票には、日付、入金先、勘定科目、摘要、金額等を記入する。
入金伝票は仕訳に置き換えるときは、借方（左）が現金となる。
| 借方        | 貸方       |
| ----------- | ---------- |
| 現金 10,000 | ××× 10,000 |